# 림프종
림프종은 림프구 (백혈구의 일종)에서 발생하는 혈액 및 림프 종양을 말한다. 이 이름은 일반적으로 모든 종양이 아닌 악성 종양만을 나타낸다. 징후와 증상으로는 림프절 비대, 발열, 흠뻑 젖은 땀, 의도하지 않은 체중 감소, 가려움증, 지속적인 피로감 등이 있다. 이러한 악성 림프절 비대에는 대개 통증이 없다. 이상 발한은 밤에 가장 흔하게 발생한다.
림프종의 많은 아형이 알려져 있다. 림프종의 두 가지 주요 범주는 비호지킨 림프종(NHL, 사례의 90%)과 호지킨 림프종(HL, 10%)이다. 림프종, 백혈병 및 골수종은 조혈 및 림프 조직의 더 넓은 종양을 포함한다.
호지킨 림프종의 위험 요인으로는 엡스타인-바 바이러스 감염과 가족력이 있다. 일반적인 유형의 비호지킨 림프종에 대한 위험 요인으로는 자가 면역 질환, HIV/AIDS, HTLV-1 감염, 면역억제제 및 일부 살충제가 있다. 2014년 국제 암 연구 기관(International Agency for Research on Cancer)은 트리클로로에틸렌 분류를 그룹 1로 업데이트하여 트리클로로에틸렌이 인간에게 신장암과 간암 및 비호지킨 림프종에 대한 발암성이 있음을 밝혔다. 다량의 붉은 고기 섭취와 흡연도 위험을 증가시킬 수 있다. 림프절 비대가 존재하는 경우 진단은 일반적으로 림프절 생검을 통해 이루어진다. 혈액 검사, 소변 검사, 골수 검사 도 진단에 유용할 수 있다. 그런 다음 암이 퍼졌는지, 어디에 퍼졌는지 확인하기 위해 의료 영상을 확인할 수 있다. 림프종은 주로 폐, 간, 뇌로 전이된다.
치료에는 화학 요법, 방사선 요법, 양성자 요법, 표적 요법, 수술 중 하나 이상이 포함될 수 있다. 일부 비호지킨 림프종에서는 림프종 세포에서 생산되는 단백질의 양이 증가하여 혈액의 점성이 진해지기 때문에, 단백질을 제거하기 위해 혈장교환술을 시행하기도 한다. 특정 유형에는 경과를 관찰하는 것이 적절할 수도 있다. 결과는 아형에 따라 달라지며, 일부는 관해가 가능하고 대부분의 경우 치료로 생존이 연장된다. 미국에서 모든 호지킨 림프종 아형의 5년 생존율은 85%인 반면, 비호지킨 림프종의 경우 69%이다. 2012년 전 세계적으로 림프종은 566,000명에게 발생했으며 305,000명이 사망했다. 이는 모든 암의 3~4%를 차지하며, 그룹으로서는 7번째로 흔한 형태이다. 소아에서는 세 번째로 흔한 암이다. 이러한 현상은 개발도상국보다 선진국에서 더 자주 발생한다.

## 징후 및 증상

림프종이 가장 흔하게 발생하는 림프절

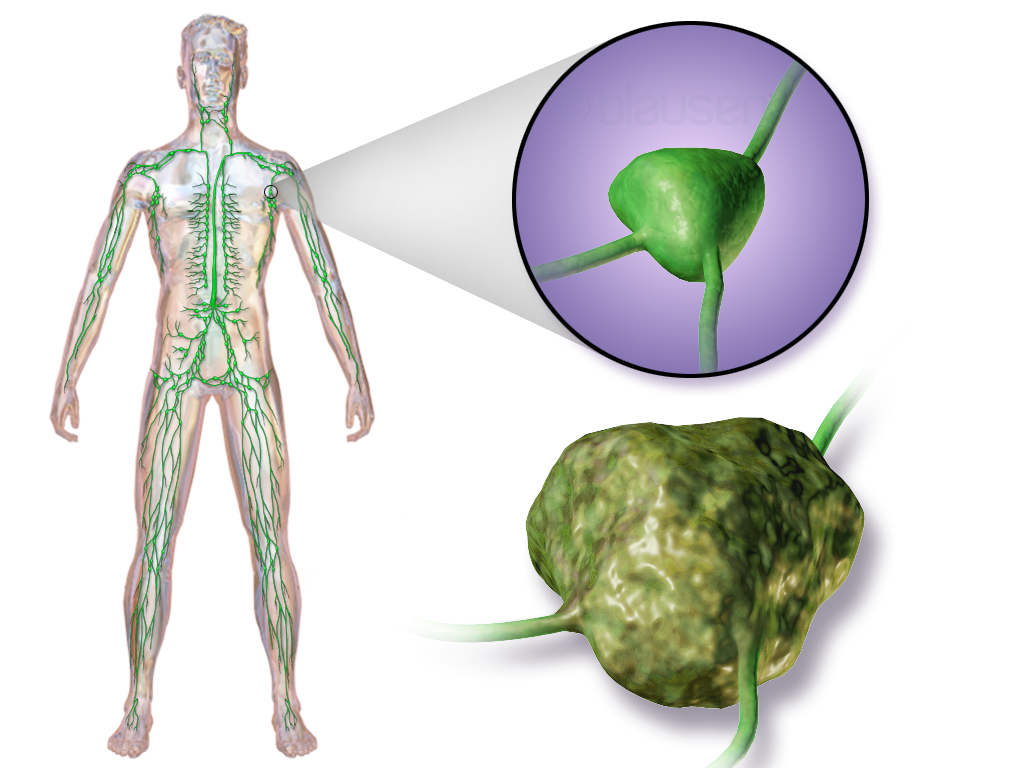
림프종과 림프계

림프종은 비특이적으로 나타날 수 있다. 증상이 지속되면 림프종의 가능성을 포함해 원인을 파악하기 위한 검사를 실시해야 한다.
- 림프절병증[25][26] 또는 림프절의 부종은 림프종의 주요 증상이다. 통증을 동반하는 양성 종양과 달리, 악성일 경우는 일반적으로 통증이 없다.
- B 증상 (전신 증상) – 호지킨 림프종 및 비호지킨 림프종 모두와 연관될 수 있다. B 증상은 다음으로 구성된다
  - 불명열[25][26]
  - 식은땀[25][26]
  - 체중 감량[25][26]
- 기타 증상
  - 빈혈, 출혈, 감염에 대한 감수성 증가[27]
  - 식욕부진이나 거식증[26]
  - 피로[25][26]
  - 호흡 곤란 또는 호흡 곤란[26]
  - 가려움증[25][26]

### 구강
구강에서 궤양성/비궤양성 부종이 나타나기도 한다. 이는 주로 편도선, 볼 점막, 입천장, 잇몸, 침샘, 혀, 입 바닥 및 어금니 부위에서 나타난다.

## 진단

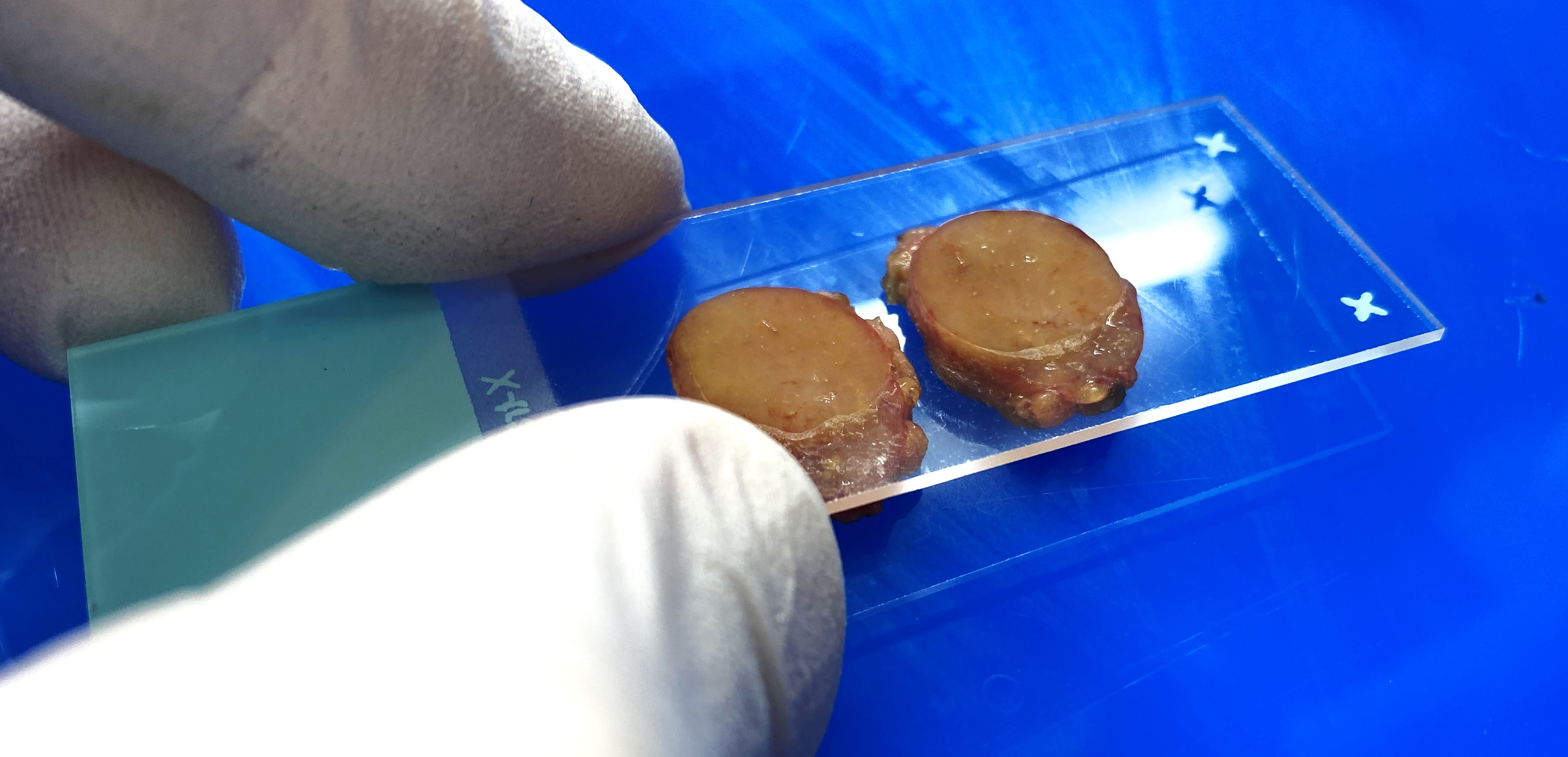
의심되는 림프종의 초기 평가는 유리 슬라이드를 절제된 림프 조직에 가볍게 누르고 이어서 광학현미경으로 검사하기 위해 염색(보통 H&E 염색)한다.

림프종은 림프절 생검으로 확실하게 진단된다. 이는 현미경으로 림프절을 부분적으로 또는 전체적으로 절제하는 것을 의미한다. 이 검사를 통해 림프종을 나타낼 수 있는 조직병리학적 특징이 드러난다. 림프종이 진단된 후, 다양한 유형의 림프종에 특징적인 특정 특징을 찾기 위해 다양한 검사가 실시될 수 있다.
여기에는 다음이 포함된다.
- 면역표현형검사
- 유세포분석
- 제자리 형광 테스트

## 분류

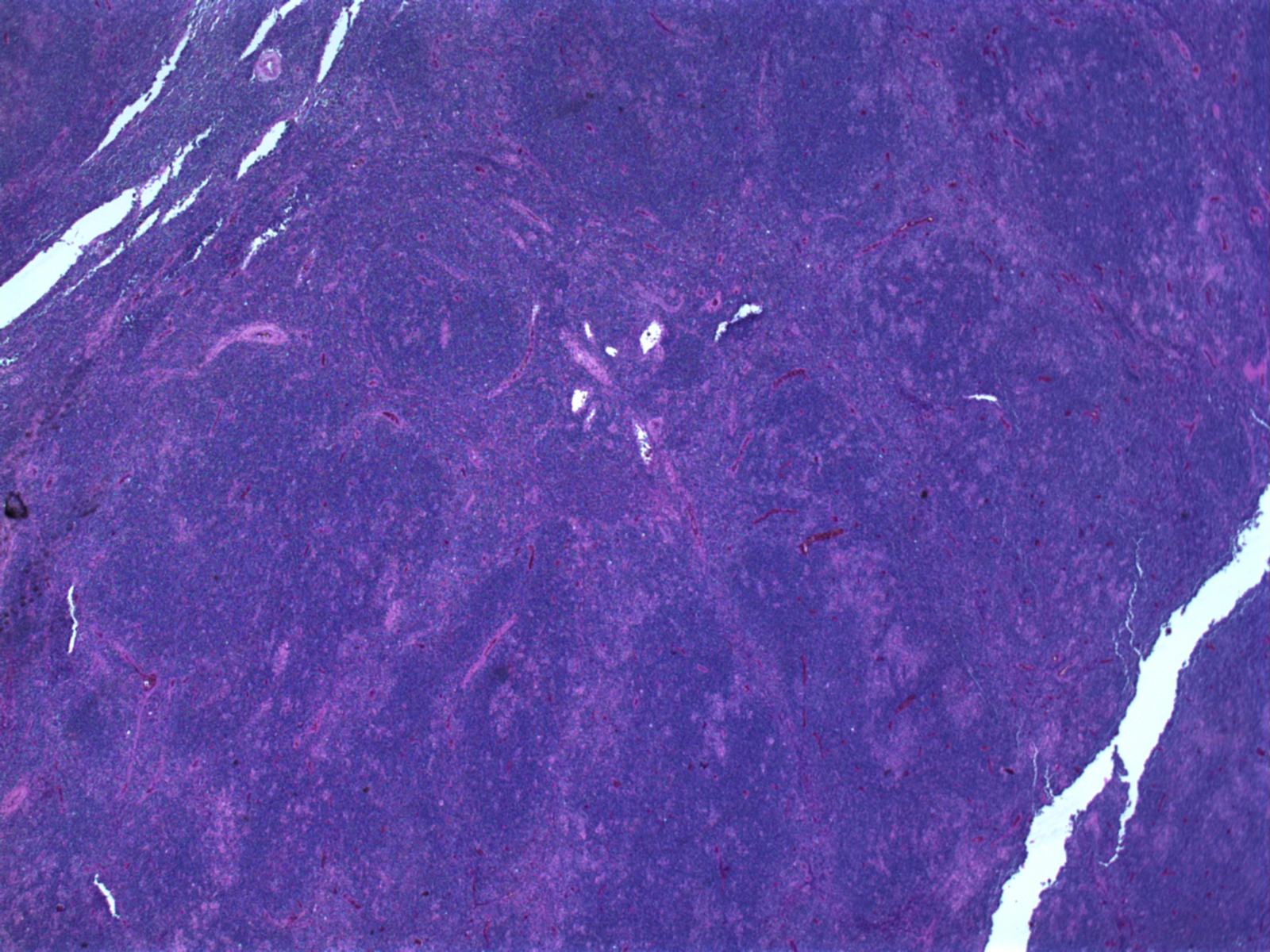
외투세포 림프종이 있는 림프절(저배율, H&E)

세계보건기구(WHO)의 기준에 따르면, 림프종 분류는 종양이 발생한 림프구의 종류에 따라 분류한다. 따라서 전구 림프 세포에서 발생하는 림프종은 성숙한 림프 세포에서 발생하는 림프종과 구별된다. 대부분의 성숙한 림프종은 비호지킨 림프종으로 구성된다. 역사적으로 성숙한 조직구 및 수지상 세포(HDC) 림프종은 종종 림프 조직을 포함하기 때문에 성숙 림프종으로 간주된다.
림프종은 또한 림프종성 수막염(LM)으로 알려진 뇌척수막 내의 뇌 주변의 중추신경계로 퍼질 수도 있다.

### 호지킨 림프종
호지킨 림프종은 림프종의 약 15%를 차지한다. 호지킨 림프종은 예후 와 여러 병리학적 특징에서 다른 형태의 림프종과 다르게 특이한 경우가 많아 별도로 분류한다. 호지킨 림프종과 비호지킨 림프종으로의 구분은 여러 분류 시스템에서 사용된다. 호지킨 림프종은 리드-스턴버그 세포(Reed-Sternberg cell)라는 유형의 세포가 존재하는 것이 특징이다.

### 비호지킨 림프종
호지킨 림프종을 제외한 모든 림프종으로 정의되는 비호지킨 림프종은 호지킨 림프종보다 더 흔하다. 이 분류에는 매우 다양한 림프종이 있으며, 원인, 관련 세포 유형, 예후는 유형에 따라 다르다. 비호지킨 림프종의 연간 발병 건수는 나이가 들수록 증가한다. 또한 여러 하위 유형으로 나뉜다.

### 엡스타인-바 바이러스 관련 림프구 증식성 질환
엡스타인-바 바이러스 관련 림프증식성 질환은 림프구 세포의 양성, 전악성, 악성 질환이다. B세포, T세포, NK 세포 및 조직구 수지상 세포 중 하나 이상이 엡스타인-바 바이러스(EBV)에 감염되어 생긴다. 바이러스는 이러한 질병의 발병 및 진행에 원인일 수 있다. EBV 양성 호지킨 림프종 외에도 세계보건기구(2016)는 EBV 감염과 관련된 경우 이 질병군에 다음과 같은 림프종을 포함한다.
- 버킷 림프종
- 특발적인 거대 B세포 림프종
- 만성 염증과 관련된 미만성 거대 B세포 림프종
- 피브린 관련 미만성 거대 B세포 림프종
- 원발성 삼출액 림프종
- 형질모세포성 림프종
- 결절외 NK/T세포 림프종(비강형)
- 달리 명시되지 않은 말초 T세포 림프종
- 혈관면역모세포 T세포 림프종
- 소포 림프종
- 소아기 전신성 T세포 림프종[34]

### WHO 분류
2001년에 발표되고 2008년에 업데이트된 WHO 분류는 개정된 유럽-미국 림프종 분류("revised European–American lymphoma classification", REAL)에 기반을 두고 있다. 이 시스템은 림프종을 세포 유형(즉, 종양과 가장 유사한 정상 세포 유형)별로 분류하고 표현형, 분자적 또는 세포유전학적 특성을 통해 5개 그룹으로 정의한다. 호지킨 림프종은 비록 현저하게 비정상이기는 하지만 성숙한 B세포 계통 림프구의 종양으로 인식된다. 분류상으로는 WHO 및 이전 분류 내에서 별도로 간주된다.
다양한 형태의 림프종 중에서 일부는 치료 없이도 장수할 수 있는 무활동성(예: 소림프구성 림프종)으로 분류되는 반면, 다른 형태는 공격적이다.(예: 버킷 림프종), 급속한 악화 및 사망을 초래한다. 그러나 대부분의 공격성 림프종은 치료에 잘 반응하고 치료가 가능하다. 따라서 예후는 병리학자(보통 혈액병리학자)가 생검을 검사한 후 질병의 정확한 진단과 분류에 따라 결정한다.

#### 성숙 B세포 신생물

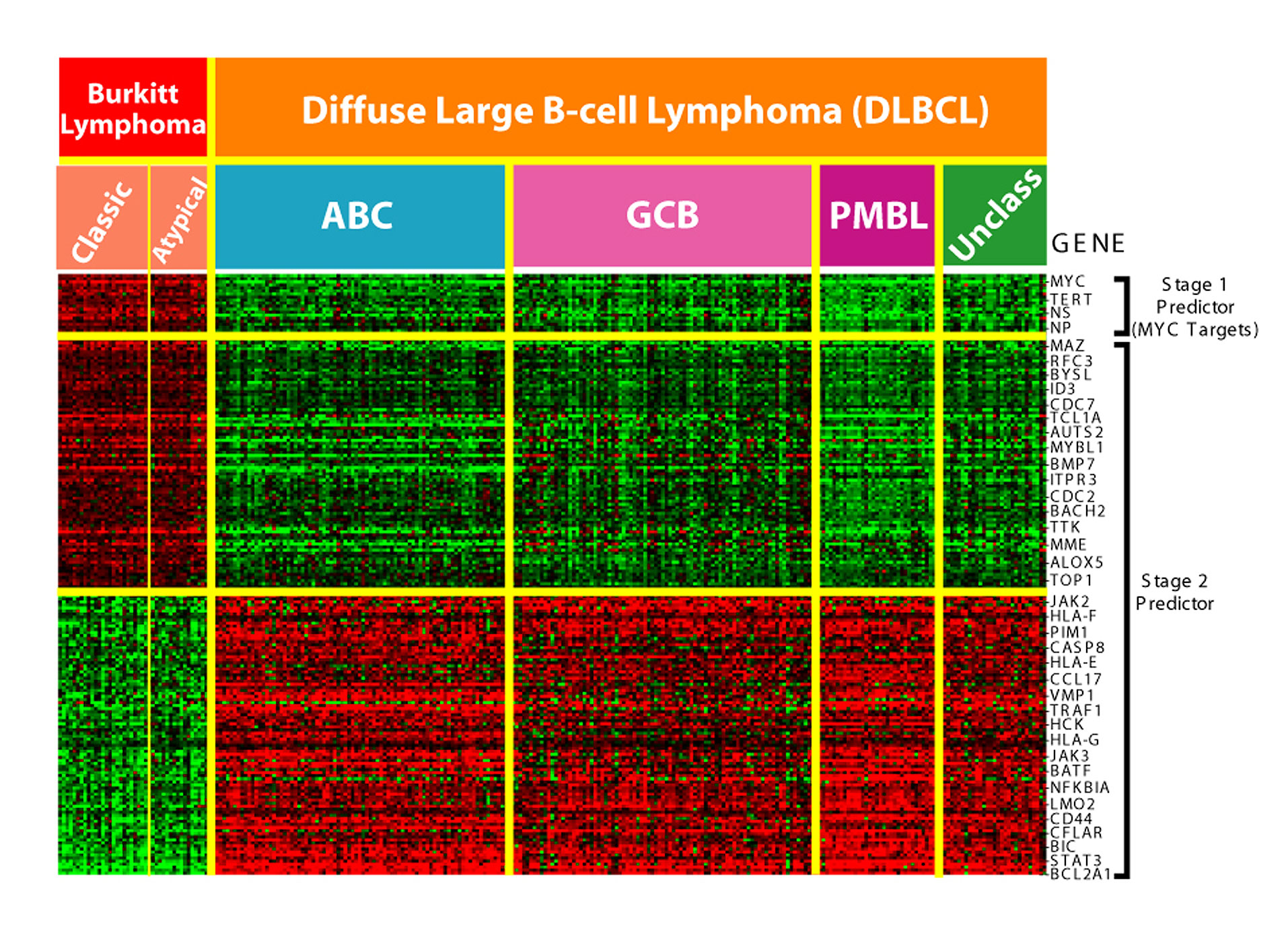
유전자 발현 패턴의 차이를 보여주는 버킷 림프종과 미만성 거대 B세포 림프종(DLBCL)의 DNA 마이크로어레이 분석. 색상은 발현 수준을 나타내며, 녹색은 정상 세포에 비해 림프종 세포에서 저발현된 유전자를 나타내고, 빨간색은 림프종 세포에서 과발현된 유전자를 나타낸다.

- B세포 만성 림프구성 백혈병/소세포 림프종
  - 성인 림프종의 3~4%를 차지함
  - 다양한 수의 큰 활성화 세포와 혼합된 작은 휴지기 림프구, 림프절이 소실됨.
  - CD5 표면 면역 글로불린 발현
  - 5년 생존율 50%[36]
  - 노인에서 발생하며 일반적으로 림프절, 골수 및 비장을 포함한다.
  - 대부분의 환자는 말초 혈액 침범이 있으며 통증이 없다.

- B세포 전림프구성 백혈병
- 림프형성 림프종(발덴스트롬 거대글로불린혈증)
- 비장 변연부 림프종
- 털세포 백혈병
- 형질세포 신생물
  - 형질세포 골수종(다발성 골수종)
  - 형질세포종
  - 단일 클론 면역 글로불린 침착증
  - 중쇄 질환
- 림프절 외 변연부 B세포 림프종(MALT 림프종)
  - 성인 림프종의 약 5%
  - 다양한 세포 크기 및 분화, 40%는 형질세포 분화를 보이며, B세포가 상피로 귀환하면 림프 상피 병변이 생성된다.
  - 위에서 가장 흔하게 발생한다.
  - 헬리코박터 파일로리등에 의한 만성 염증을 제거하면 종양이 사라지는 경우도 있다.
  - CD5, CD10 표면 Ig 발현
  - 림프절 외부에서 자주 발생하며 파급되지 않는다.
  - 국소 절제로 치료할 수 있다.

- 림프절 변연부 B세포 림프종
- 소포림프종
  - 성인 림프종의 약 40%
  - 큰 활성화 세포(조혈모세포)와 혼합된 작은 쪼개진 세포, 일반적으로 결절성(여포성) 성장 패턴을 보임.
  - CD10, BCL2, CD20 표면 Ig 발현
  - 5년 생존율 약 72-77%[37]
  - 노인에서 발생하며 일반적으로 림프절, 골수 및 비장을 포함하며, t (14; 18) 전좌 과발현 Bcl-2와 관련이 있다.
  - 무통성이다.
- 원발성 피부 T세포 림프종
- 외투세포 림프종
  - 성인 림프종의 약 3~4%
  - 확산 패턴으로 성장하는 소형에서 중간 크기의 림프구 발견
  - CD5, Cyclin D1 발현
  - 5년 생존율 약 50~ 70%[38]
  - 주로 성인 남성에서 발생하며, 보통 림프절, 골수, 비장 및 위장관에서 발생
  - 사이클린 D1을 과발현하는 t(11;14) 전좌와 관련이 있으며, 중간 정도의 공격성을 보임.
- 미만성 거대 B세포 림프종, 달리 명시되지 않음(NOS)
  - 성인 림프종의 약 40~50% 차지
  - 가변적이며, 대부분 큰 배아 중심부의 B세포와 유사하며 확산 성장 패턴
  - CD10 및 표면 Ig의 다양한 발현
  - 5년 생존율 60%[39]
  - 모든 연령대에서 발생하지만 노인에서 가장 흔하게 발생한다.
  - 림프절 외부에서 발생할 수 있으며, 공격적이다.

- 만성 염증과 관련된 미만성 거대 B세포 림프종
- 엡스타인-바 바이러스 양성 미만성 거대 B세포 림프종(달리 명시되지 않음)
- 림프종모양 육아종증
- 원발 종격동(흉선) 거대 B세포 림프종
- 혈관 내 거대 B세포 림프종
- ALK 양성 거대 B세포 림프종
- 형질모세포성 림프종
- 원발성 삼출액 림프종
- HHV-8(KSHV) 관련 다중심성 캐슬만 병에서 발생하는 거대 B세포 림프종
- 버킷 림프종/백혈병
  - 미국 림프종의 1% 미만
  - 여러 개의 핵을 가진 중간 크기의 둥근 림프 세포, 산재된 세포 사멸과 함께 확산에 의한 starry-sky appearance를 보인다.
  - CD10, CD20, BCL6 표면 Ig 발현
  - 5년 생존율 50%[40]
  - 아프리카에서 풍토병(엡스타인-바 바이러스 관련)이며, 다른 곳에서는 산발적이다.
  - 면역 저하자 및 어린이에게 더 흔하며, 종종 내장을 침범하고 매우 공격적이다.

#### 성숙 T세포 및 자연살해(NK) 세포 신생물
- T세포 전림프구성 백혈병
- T세포 거대 과립 림프구성 백혈병
- 공격성 NK세포 백혈병
- 성인 T세포 백혈병/림프종
- 림프절 외 NK/T세포 림프종, 비강형
- 장 질병 관련 T세포 림프종
- 간비장 T세포 림프종
- 모세포성 NK 세포 림프종
- 균상식육종/세자리 증후군
  - 가장 흔한 악성 피부 림프종
  - 일반적으로 복잡한 핵을 가진 작은 림프 세포로, 종종 표피에 침투하여 포트리에 미세농양을 생성한다.
  - 특징적인 대뇌모양 핵(Cerebroid nuclei)을 가진다.
  - CD4 발현
  - 5년 생존율 75%[41]
  - 세자리병으로 진행될 수 있으며, 피부 홍반 및 말초 혈액 침범으로 더 공격적인 무통성 국소/일반적 피부 침범이 발생할 수 있다.
- 원발성 피부 CD30 양성 T세포 림프 증식성 장애
  - 원발성 피부 역형성 대세포 림프종
  - 림프종성 구진증
- 달리 명시되지 않은 말초 T세포 림프종
  - 가장 흔한 T세포 림프종
  - 다양하며, 일반적으로 불규칙한 핵 윤곽을 가진 크고 작은 림프 세포가 혼합되어 있다.
  - CD3 발현
  - 여러 희귀 종양 유형으로 구성될 수 있으며, 종종 전파되고 일반적으로 공격적이다.
- 혈관면역모세포 T세포림프종
- 역형성 대세포 림프종 중 ALK 양성/음성 유형
- 유방조직 관련 역형성 대세포 림프종

#### 림프전구세포 신생물
- 달리 명시되지 않은 B 림프모구 백혈병/림프종
- 재발성 유전적 이상을 동반한 B-림프모구 백혈병/림프종
- T-림프모구 백혈병/림프종
  - 소아 급성 림프모구 백혈병의 15%, 림프모구 림프종의 90%
  - 불규칙한 핵 윤곽, 응축된 염색질, 작은 핵소체 및 과립이 없는 소량의 세포질을 가진다.
  - TdT, CD2, CD7 발현
  - 흉선의 침범으로 인해 종격동 종괴로 나타나는 경우가 많다.
  - NOTCH1 돌연변이와 관련이 높으며 청소년기 남성에서 가장 흔하다.

#### 호지킨 림프종
- 고전적 호지킨 림프종
  - 결절성 경화증 형태의 호지킨 림프종
    - 가장 흔한 유형의 호지킨 림프종
    - 리드-스턴버그 세포(Reed-Sternberg cell) 변이 및 염증
    - 콜라겐으로 구성된 광범위한 경화성 밴드 형성
    - CD15, CD30 발현
    - 젊은 성인에게 가장 흔하며 종격동 또는 경부 림프절에서 발생하는 경우가 많다.

  - 혼합 세포성 호지킨 림프종
    - 두 번째로 흔한 형태의 호지킨 림프종
    - 많은 고전적인 리드-스턴버그 세포 및 염증
    - CD15, CD30
    - 남성에게 흔하다.
    - 결절성 경화증 형태의 엡스타인-바 바이러스가 포함된 경우 진행 단계에서 진단될 가능성이 높으며, 70%의 사례에 관여한다.

  - 림프구가 많은 형태
  - 림프구 고갈형 또는 비고갈형
- 결절성 림프구 우세 호지킨 림프종

#### 면역 결핍 관련 림프 증식성 장애
- 원발성 면역 질환과 연관된 경우
- 인간 면역결핍 바이러스(HIV)와 연관된 경우
- 이식 후 메토트렉세이트 치료와 연관된 경우
- 원발성 중추신경계 림프종은 면역력이 저하된 환자, 특히 에이즈 환자에게서 가장 자주 발생하지만 면역력이 정상인 경우에도 발생할 수 있다. 특히 에이즈 환자에게는 예후가 좋지 않다. 치료는 코르티코스테로이드, 방사선 요법 및 화학 요법으로 구성될 수 있으며, 주로 메토트렉세이트를 사용한다.

### 이전 분류
이전에는 라파포트 1956, 레너트/킬 1974, BNLI, 워킹 포뮬레이션(1982), REAL(1994) 등 여러 분류가 사용되었다.
1982년의 워킹 포뮬레이션 방식은 비호지킨 림프종을 분류한 것이다. 호지킨 림프종을 제외하고 나머지 림프종을 예후와 관련된 4가지 등급(저, 중, 고, 기타)으로 나누고, 영향을 받은 세포의 크기와 모양에 따라 몇 가지를 더 세분화하였다. 이 조직학적인 분류에는 세포 표면 마커나 유전학에 대한 정보가 포함되지 않았으며, T세포 림프종과 B세포 림프종을 구분하지 않았다. 이 분류는 발표 당시에는 널리 사용되었으나, 2004년 이후 더 이상 사용되지 않는다.
1994년에 개정된 유럽-미국 림프종(REAL) 분류는 호지킨 림프종을 제외한 모든 림프종에서 뚜렷한 임상 병리학적 실체를 식별하는 데 면역 표현형 및 유전적 특징을 적용했다. 코딩 목적으로 ICD-O(코드 9590-9999) 및 ICD-10(코드 C81-C96)을 사용할 수 있다.

### 병기

림프종이 퍼지는 일반적인 부위를 보여주는 다이어그램

진단 후 치료 전에 암의 병기를 결정한다. 이는 암이 퍼졌는지, 퍼졌다면 국소적으로 퍼졌는지 아니면 먼 부위로 퍼졌는지를 판단하는 것을 말한다. 병기는 I(국한성)과 IV(전이성) 사이의 등급으로 보고된다. 림프종의 병기는 환자의 예후를 예측하는 데 도움이 되며 적절한 치료법을 선택하는 데 사용된다.
앤 아버 병기 체계(Ann Arbor staging system)는 호지킨 림프종과 비호지킨 림프종의 병기 결정에 일상적으로 사용된다. 이 병기 체계에서 1기는 국소적 림프절 내에 국한된 질병을, 2기는 두 개 이상의 림프절에 림프종이 있는 것을, 3기는 횡격막 양쪽의 림프절들로 림프종이 퍼진 것을, 4기는 림프계 외부의 조직으로 퍼진 것을 나타낸다. 다른 접미사는 다른 장기의 침범을 의미한다(예: 비장은 S, 간은 H). 림프 외 침범은 문자 E로 표시되며, B 증상(지난 6개월 동안 의도하지 않은 체중 10% 감소, 식은땀, 38 °C 이상의 지속적인 발열 중 하나 이상)이 있을 경우 B, 없을 경우 A로 표기한다.
암의 병기 판정에는 CT 스캔 또는 PET 스캔 방식이 사용된다. 호지킨 림프종과 같은 플루오로데옥시글루코스 결핍 림프종의 경우 골수 생검을 대체할 수 있는 병기 결정 도구로 PET 스캔이 권장된다. 다른 림프종의 경우, 병기 결정에는 CT 스캔이 권장된다.
나이와 건강 상태가 좋지 않은 것도 예후가 좋지 않은 것으로 알려진 다른 요인이다. 즉, 노인이거나 기저질환이 있어 스스로를 돌볼 수 없는 사람은 다른 사람보다 림프종으로 사망할 가능성이 더 높다.

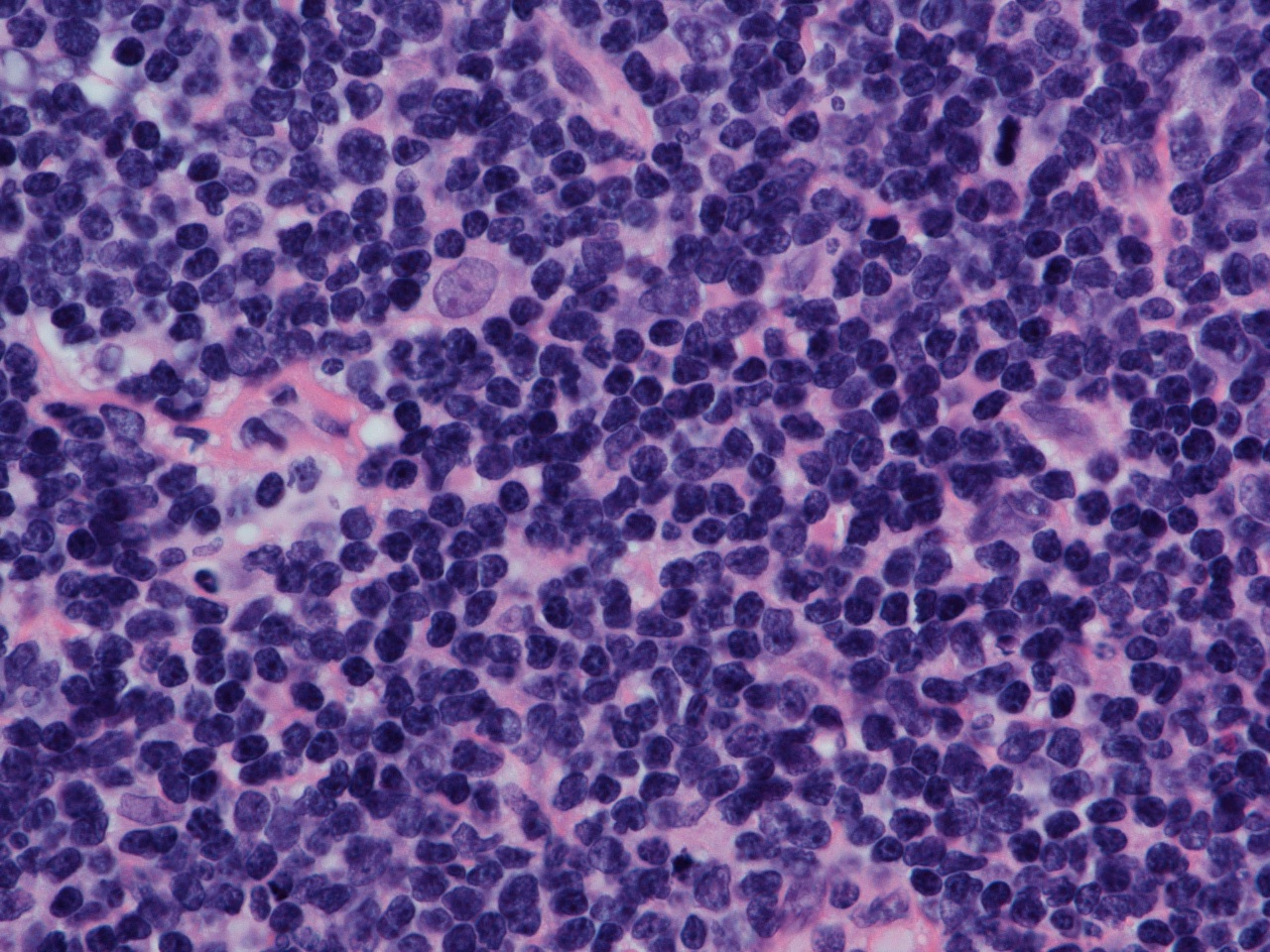
외투세포 림프종 중간 크기의 림프종 세포의 불규칙한 핵 윤곽과 분홍색 조직 세포가 존재한다. 면역조직화학 검사 결과, 림프종 세포는 CD20, CD5, 사이클린 D1을 발현했다.(고출력 현미경 관찰, H&E).
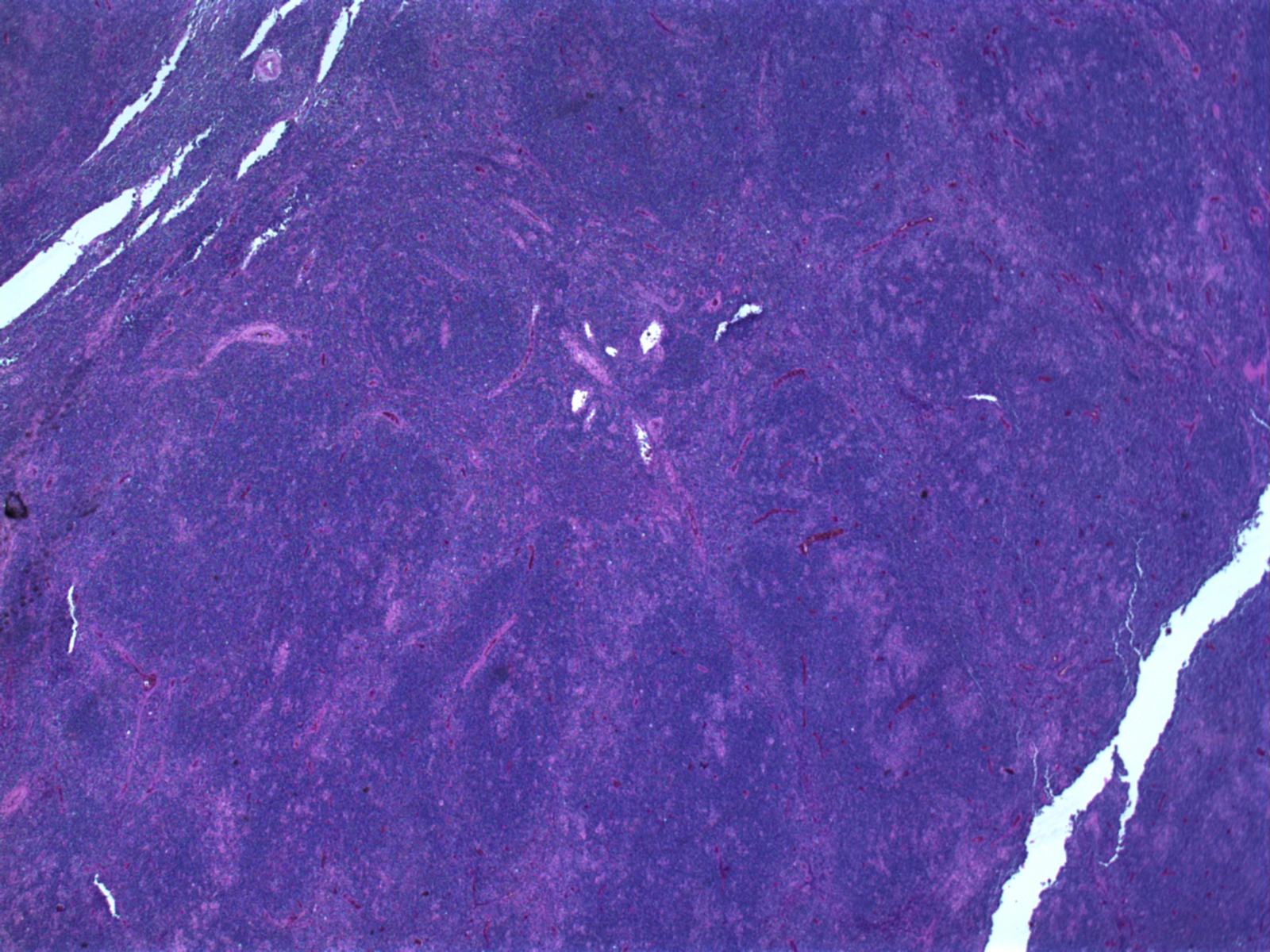
결절성 림프구가 우세한 호지킨 림프종 결절 구조와 얼룩덜룩한 영역을 나타낸다.(저전력 현미경 관찰, H&E).
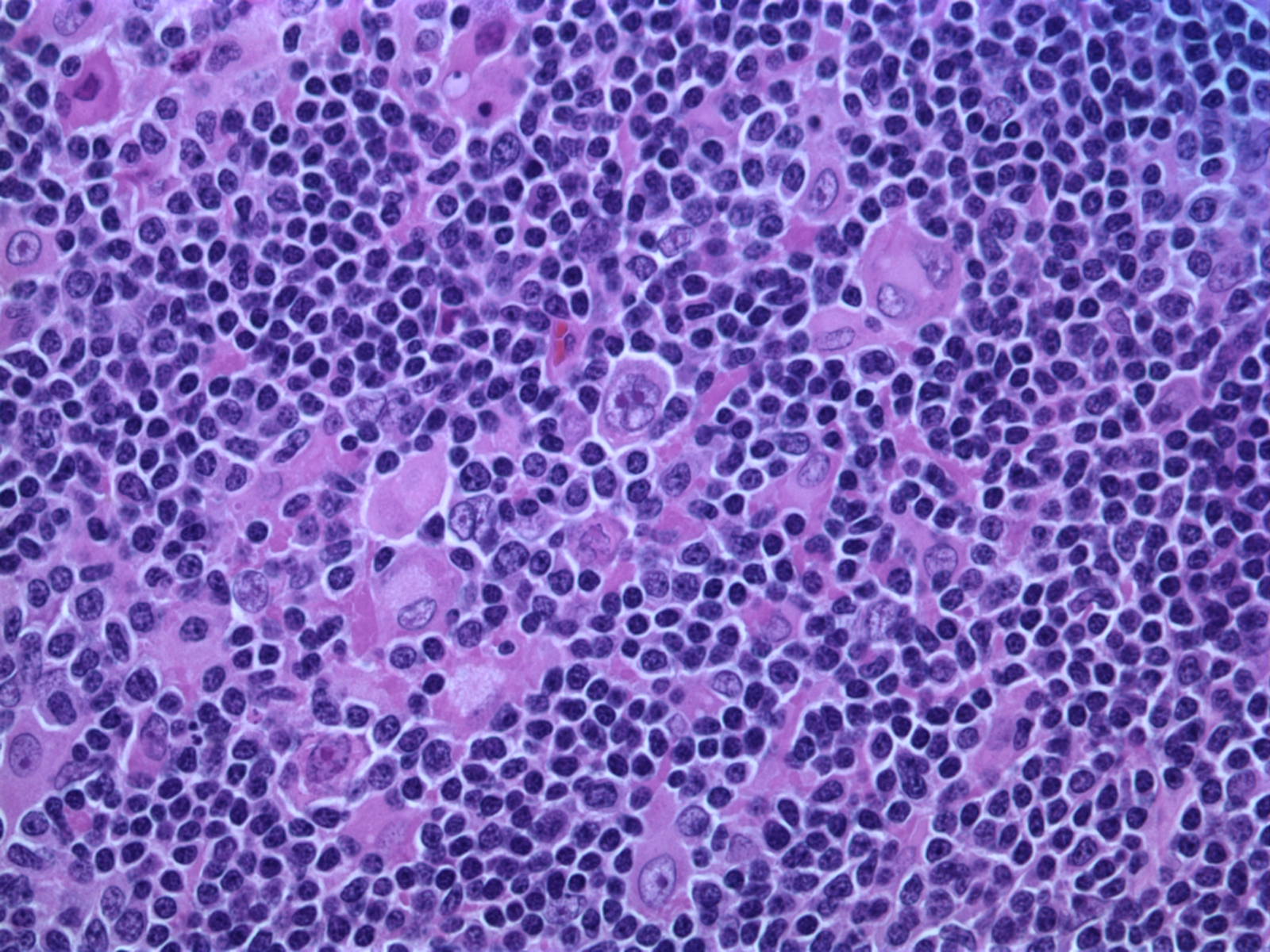
결절성 림프구가 우세한 호지킨 림프종 "팝콘 세포"라고도 알려진 L&H 세포의 존재를 확인할 수 있다. (고해상도, H&E)

### 감별진단
특정 림프종(림프절 외 NK/T세포 비강형 림프종 및 II형 장 질병 관련 T세포 림프종)은 위장관 내 비악성 NK 세포의 과도한 증식과 관련된 두 가지 양성 질환으로 오인될 수 있다. 장, 결장, 위 또는 식도에 NK세포 침윤성 병변이 발생하는 질환인 자연살해세포 장병증과 이러한 세포의 침윤성 병변이 위장에만 국한되는 질환인 림프종성 위병증이다. 이러한 질환은 암으로 진행되지 않고 자연적으로 사라질 수 있으며 화학 요법이나 기타 림프종 치료에 반응하지 않으며 치료가 필요하지도 않다.

## 치료
예후와 치료법은 호지킨 림프종과 모든 다른 형태의 비호지킨 림프종에 따라 다르며, 암이 얼마나 빨리 복제되는지를 나타내는 종양의 등급에도 따라 달라진다. 역설적이게도 고등급 림프종은 더 쉽게 치료할 수 있고 예후가 더 좋다. 예를 들어, 버킷 림프종은 며칠 내에 두 배로 증가하는 것으로 알려진 고등급 종양으로, 치료에 대한 반응이 매우 높다.

### 저등급 림프종
많은 저등급 림프종은 수년 동안, 때로는 환자의 남은 생애 동안 비활성 상태(천천히 자라거나 전혀 자라지 않음)를 유지한다. 소포림프종과 같은 비활동성 림프종의 경우, 조기 치료보다 추적 관찰이 덜 위험하고 해롭지 않기 때문에 초기 조치로 경과 관찰을 하는 경우가 많다.
저등급 림프종에 증상이 나타나면 방사선 요법 또는 화학 요법이 주로 선택되는 치료법이다. 이러한 치료법은 림프종을 영구적으로 치료하지는 못하지만 증상, 특히 고통스러운 림프절 병증을 완화할 수 있다. 이러한 유형의 림프종 환자는 기술적으로 완치가 불가능하더라도 거의 정상에 가까운 수명을 살 수 있다.
일부 센터에서는 여포성 림프종 치료에 관망적 접근법 대신 리툭시맙 단일 제제를 사용할 것을 권장한다. 경과 관찰만을 유지하는 것은 일부 사람들에게 심각한 고통과 불안을 유발하기 때문에, 모든 사람에게 바람직한 전략은 아니다. 이를 "감시와 걱정"이라고 한다.

### 고등급 림프종
공격적인 형태의 림프종은 완치되는 경우도 있지만, 치료에 대한 반응이 좋지 않은 사람의 경우 예후가 나쁘다. 이러한 유형의 림프종 치료는 일반적으로 CHOP 또는 R-CHOP 요법을 포함한 공격적인 화학 요법으로 이루어진다. 많은 사람들이 1차 화학 요법으로 완치된다. 대부분의 재발은 처음 2년 이내에 발생하며 그 이후에는 재발 위험이 크게 감소한다. 재발한 환자에게는 고용량 화학 요법 후 자가 줄기 세포 이식이 입증된 접근법이다.
항암화학요법이나 줄기세포 이식으로 인해 부작용이 발생할 수 있으므로 부작용에 대한 치료도 중요하다. 중간엽 줄기세포가 이식편대숙주질환의 치료 및 예방에 사용될 수 있는지 평가되었다. 간엽줄기세포가 이식편대숙주질환의 모든 원인에 의한 사망률과 만성 및 급성 이식편대숙주질환의 완전 소멸에 미치는 치료 효과에 대한 증거는 매우 불확실했다. 중간엽 간엽세포를 예방적 목적으로 사용할 경우 모든 원인에 의한 사망률, 악성 질환의 재발, 급성 및 만성 이식편대숙주질환의 발생률에 차이가 거의 없었다. 또한 출혈 예방을 위해 화학요법이나 조혈모세포 이식을 받은 환자에게 혈소판을 수혈할 경우 혈소판 사용 방식(치료적, 역치, 용량 스케줄 또는 예방적)에 따라 출혈이 발생한 환자 수, 출혈 발생 일수, 출혈로 인한 2차 사망률 및 혈소판 수혈 횟수에 미치는 영향이 다른 것으로 나타났다.
리소캅타겐 마라루셀(lisocabtagene maraleucel, 전신 치료에 두 번 실패한 재발성 또는 불응성 거대 B세포 림프종), 액시캅타겐 실로루셀(axicabtagene ciloleucel), 티사겐레클루셀(tisagenlecleucel, 거대 B세포 림프종), 브렉수캅타겐 오토루셀(brexucabtagene autoleucel, 외투세포 림프종) 등 4개의 키메라 항원 수용체 CAR-T 세포 요법이 비호지킨 림프종에 대해 FDA 승인을 받았다. 이러한 치료법에는 인증 및 기타 제한 사항이 있다.

#### 호지킨 림프종
호지킨 림프종은 국소 림프종인 경우 일반적으로 방사선 치료만으로 치료할 수 있다.
진행성 호지킨 림프종은 전신 화학 요법이 필요하며 때로는 방사선 요법과 병행하기도 한다. 사용되는 화학 요법에는 미국에서 일반적으로 사용되는 ABVD 요법이 포함된다. 호지킨 림프종 관리에 사용되는 다른 요법으로는 BEACOPP와 Stanford V가 있다. 두 요법 모두 효과적이지만 BEACOPP는 더 많은 독성과 관련이 있다는 것에서 ABVD 또는 BEACOPP의 사용과 관련하여 상당한 논란이 존재한다. 고무적인 것은 ABVD 후 재발한 환자 중 상당수가 줄기세포 이식을 통해 회복할 수 있다는 것이다.
과학자들은 화학 요법 주기 사이의 양전자 방출 단층 촬영을 사용하여 생존에 대한 가정을 할 수 있는지 평가했다. 중간 PET 스캔 결과의 음성(=좋은 예후) 또는 양성(=나쁜 예후)이 무진행 생존율에 미치는 영향에 대한 증거는 매우 불명확했다. 중간 PET 스캔 결과가 음성이면 조정된 결과를 측정했을 때와 비교하여 무진행 생존기간이 늘어날 수 있고, 중간 PET 스캔 결과가 양성일 때보다 전체 생존기간이 크게 늘어날 수 있다.
현재 니볼루맙을 호지킨 림프종 치료에 사용할 수 있는지 여부를 평가하는 연구가 진행중이다. 그러나 호지킨 림프종 환자의 전체 생존율, 삶의 질, 무진행 생존율, 반응률(=완전 소실), 3~4등급의 심각한 이상 반응에 대한 니볼루맙의 효과는 아직 불확실하다.

#### 완화 치료
완화 치료는 심각한 질병의 증상, 통증 및 스트레스에 초점을 맞춘 전문 의료 서비스로, 여러 국가 암 치료 가이드라인에서 림프종 환자의 치료 치료와 병행할 것을 권장하고 있다. 완화 치료는 림프종의 직접적인 증상과 치료로 인해 발생하는 여러 가지 원치 않는 부작용을 모두 해결하는 데 사용된다. 완화 치료는 림프종에 걸린 어린이에게 특히 도움이 될 수 있으며, 어린이와 가족 모두가 질병의 신체적, 정서적 증상에 대처할 수 있도록 도와준다. 이러한 이유로 완화 치료는 골수 이식이 필요한 환자에게 특히 중요하다.

#### 지지 치료
림프종과 같은 혈액암 성인 환자의 표준 치료에 신체 운동을 추가하는 것은 사망률, 삶의 질, 신체 기능에 거의 차이가 없었다. 다만 이러한 운동은 우울증을 약간 감소시킬 수 있다. 또한 유산소 운동은 피로를 줄일 수도 있다. 불안과 심각한 부작용에 미치는 영향에 대한 증거는 매우 불확실하다.

## 예후
| 진단 시 병기별 5년 상대 생존율 |                    |                   |
| 진단 시 병기                   | 5년 상대 생존율(%) | 사례 수 백분율(%) |
| 국소(원발 부위에 국한)         | 82.3               | 26                |
| 부위(국소 림프절로 퍼짐)       | 78.3               | 19                |
| 원격(암이 전이됨)              | 62.7               | 47                |
| 미상(병기 미정)                | 68.6               | 8                 |

## 역학

2012년 인구 백만 명 당 림프종 및 다발성 골수종으로 인한 사망자 수
0-13
14-18
19-22
23-28
29-34
35-42
43-57
58-88
89-121
122-184

림프종은 선진국에서 가장 흔한 형태의 혈액 악성 종양 또는 혈액암이다.림프종은 미국 전체 암(단순 기저세포암 및 편평세포 피부암 제외)의 5.3%, 전체 혈액암의 55.6%를 차지한다.
미국 국립 보건원에 따르면 림프종은 미국 전체 암 사례의 약 5%를 차지하며 특히 호지킨 림프종은 1% 가량을 차지한다.
전체 림프계는 신체 면역 체계의 일부이기 때문에 HIV 감염이나 특정 약물 또는 약물로 인해 면역 체계가 약화 된 사람들의 경우 림프종 사례가 더 많다.

### 한국에서의 림프종
한국에서의 림프종은 비호지킨 림프종이 호지킨 림프종보다 훨씬 많은 것으로 나타난다. 이러한 비호지킨 림프종 환자의 경우 중등급 이상의 분류를 보임으로, 적극적인 항암치료가 필요하다. 비호지킨 림프종 중 조직검사상 저등급 소견은 드물다(5% 미만). 피부나 코 등을 침범하거나, 불명열로 처음 진단되는 경우가 많다. 한국에서는 소포림프종이 미국(30%)에 비해 드물며(4%), 림프절 외(60%)에 발생하는 경우가 림프절 내(40%)보다 많다. 서양에 비해 T세포 림프종이 흔하다.(35%)
한국에서의 비호지킨 림프종의 발생률은 미만성 거대 B세포 림프종이 42.7%로 가장 많았으며, 림프절 외 변연부 B세포 림프종(MALT 림프종)이 19.0%로 두번째로 많았다. 이후 림프절 외 T/NK세포 림프종(비강형) 및 말초 T세포 림프종이 그 다음을 이었으며, 형질세포 골수종, 역형성 대세포 림프종, 소포림프종, T세포 급성 림프모구 백혈병/림프종, 외투세포 림프종, 버킷림프종 순서로 발생하였다.

## 역사

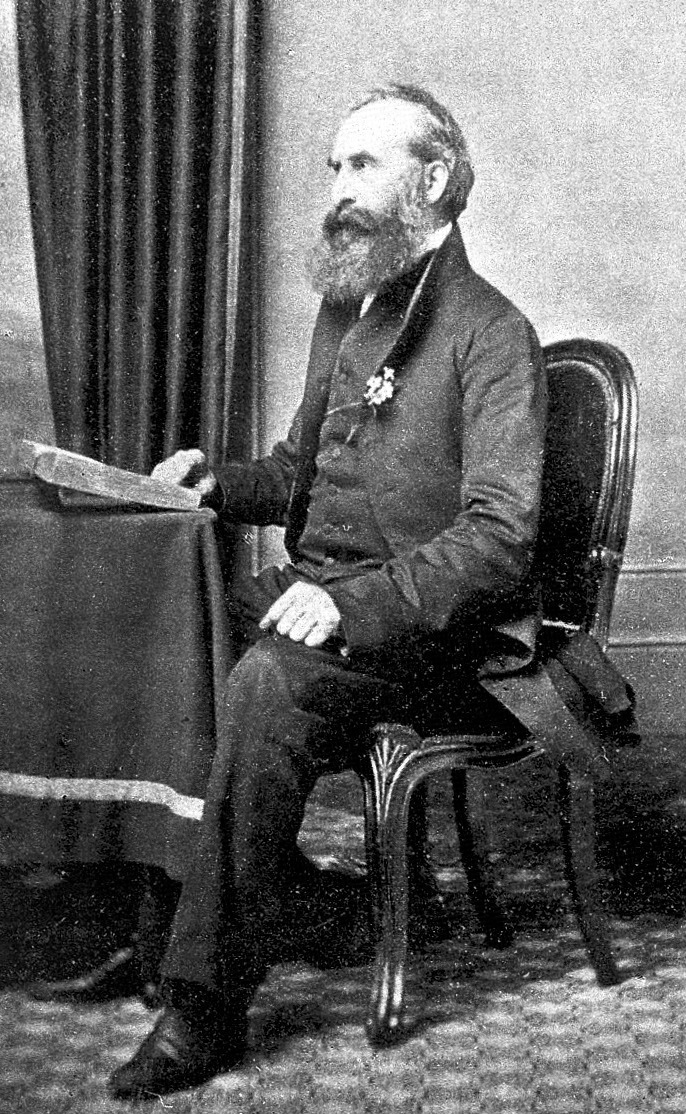
토마스 호지킨

토마스 호지킨은 1832년 자신의 이름을 딴 림프종에 대한 최초의 설명을 발표했다. 그 이후로 다른 많은 형태의 림프종이 밝혀졌다.
"림프종"(lymphoma)이라는 용어는 라틴어 lympha ("물")와 그리스어 -oma("병적 성장, 종양")에서 유래했다.

## 연구
림프종 연구에는 임상 또는 중개 연구와 기초 연구의 두 가지 유형이 있다. 임상/중개 연구는 사람을 대상으로 신약을 시험하는 것으로, 일반적으로 즉시 적용 가능한 방식으로 질병을 연구하는 데 중점을 둔다. 연구는 효과적인 치료 방법, 더 나은 질병 치료 방법, 사람들의 삶의 질 개선, 관해 중 또는 완치 후 적절한 관리 등에 초점을 맞출 수 있다. 현재 수백 건의 임상시험이 계획 또는 진행 중이다.
기초 과학 연구는 발암 물질로 의심되는 물질이 실험실에서 정상 세포를 림프종 세포로 만들 수 있는지, 또는 질병이 진행됨에 따라 림프종 세포 내부의 DNA가 어떻게 변하는지를 확인하는 등의 질병 과정을 연구한다. 기초 연구 결과는 일반적으로 림프종 환자에게 즉각적으로 유용하지는 않지만, 과학자들의 림프종에 대한 이해를 높이고 미래의 더 효과적인 치료법을 위한 토대를 형성할 수 있다.